# Carles Gil de Pareja Vicent
Carles Gil de Pareja Vicent (València, 22 de novembre de 1992), conegut futbolísticament simplement com a Carles Gil, és un futbolista valencià que juga de mitjapunta esquerra al New England Revolution en la Major League Soccer.

## Carrera esportiva

### Inicis

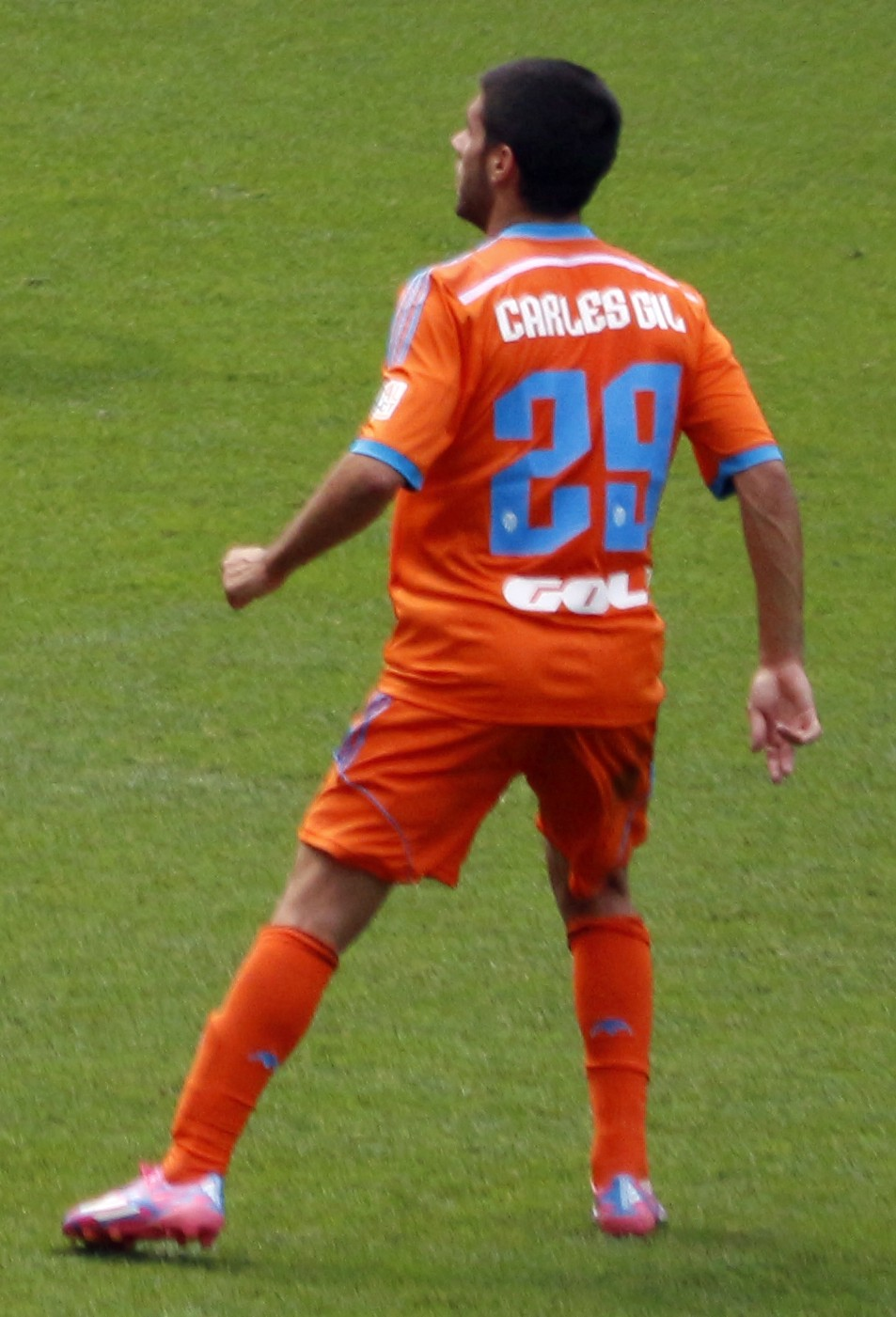
Carles Gil amb el València CF (2014).

Format al planter del València Club de Futbol, va passar de ser quasi descartat en l'equip Infantil a ser una de les perles del planter valencianista gràcies sobretot al que era el seu entrenador en aquell temps, José Arastey Eres, que va detectar el seu talent. Quan jugava en la categoria de cadet va coincidir amb el també jugador del planter Isco Alarcón, mentre que en els juvenils i al València Mestalla va coincidir amb Juan Bernat, Fede Cartabia i Paco Alcácer.
Destacant en el València CF Mestalla a Segona Divisió B, des de 2010 ja participava en entrenaments i partits amistosos amb el primer equip valencianista, i a l'estiu de 2012 va renovar el seu contracte fins a 2016 amb una clàusula de 8 milions d'euros, va fer la pretemporada a les ordres del tècnic Mauricio Pellegrino i va cridar l'atenció de diversos clubs de superior categoria.

### Elx CF
El 6 d'agost de 2012, el València CF el va cedir a l'Elx Club de Futbol., en aquell moment, de Segona Divisió per una temporada, fruit de l'interès del conseller il·licità Juan Anguix, principal valedor de la seva incorporació. El club il·licità va aconseguir el primer lloc i l'ascens a la Primera Divisió sota les ordres del tècnic Fran Escribá, Carles Gil va disputar un total de 2.089 minuts repartits en 31 partits, a més d'anotar 4 gols.
El 10 juliol de 2013 es va confirmar la continuïtat del jugador en l'Elx CF, cedit una temporada més en el retorn a la Primera Divisió. El club va aconseguir mantenir la categoria, i el jugador va ser sens dubte un dels més destacats, cridant l'atenció de diversos clubs importants, cosa que va fer que el València CF es plantegés el seu blindatge, però finalment no es va produir.

### València CF
L'estiu de 2014 Carles Gil va tornar al València CF amb 21 anys per intentar fer-se un lloc en el nou i ambiciós projecte de Nuno Espírito Santo i l'empresari Peter Lim. Va convèncer el tècnic i al director esportiu, Rufete, i es va quedar definitivament en el primer equip. Tot i no partir com a titular, va gaudir de diversos minuts, sent un dels principals revulsius utilitzats per Nuno, entrant en les segones parts per revolucionar els partits.
Va fer el seu debut amb l'equip a la segona jornada, el 29 d'agost de 2014, entrant al camp en el minut 75 en substitució de Piatti. El seu debut com a titular va coincidir amb la seva estrena amb el gol en la sisena jornada, el 28 de setembre a Anoeta enfront de la Reial Societat marcant el gol valencianista (1-1).
A poc a poc va anar participant menys i no va aconseguir un lloc a l'equip. Com el seu contracte finalitzava el 2016, el club va valorar la possibilitat de renovar-lo i cedir-lo on pogués tenir més minuts, però el futbolista va rebutjar aquesta opció i va decidir apostar per una sortida en el mercat d'hivern. Va jugar els seus últims minuts com a valencianista el 7 de gener de 2015 a Mestalla sent titular davant l'Espanyol a la Copa del Rei.

### Aston Villa
En gener de 2015 el futbolista, que tenia una clàusula de rescissió de 8 milions d'euros, va acceptar un gran contracte amb l'Aston Villa FC de la Premier League fins a l'any 2020. El club anglès abonaria 4'5 milions d'euros al València CF més 2 milions en variables, guardant el club valencià una opció de tempteig, una altra de recompra, i un 10% d'una futura venda.

### RCD Deportivo de la Corunya
El 22 de juliol de 2016 fitxà pel Real Club Deportivo de La Corunya en qualitat de cedit per una temporada sense opció a compra.

## Selecció espanyola
L'estrena de Carles Gil amb l'Elx CF a Primera Divisió l'any 2013 no va passar desapercebuda per a ningú, i el seleccionador de la sub-21, Julen Lopetegui, el va convocar i va debutar el 9 de setembre de 2013 a l'estadi Las Gaunas (Logronyo) davant la selecció d'Albània, entrant en el minut 69 per Álvaro Morata, i destacant en només vint minuts amb una assistència de gol a Jesé Rodríguez, que suposava el 4-0 definitiu. Va seguir comptant per al tècnic de la sub-21 en successives convocatòries.

## Clubs
| Club              | País          | Període     | Partits Jugats | Gols |
| ----------------- | ------------- | ----------- | -------------- | ---- |
| València Mestalla | País Valencià | 2009 - 2012 | 18             | 3    |
| Elx CF            | País Valencià | 2012 - 2014 | 64             | 5    |
| València CF       | País Valencià | 2014 - 2015 | 8              | 1    |
| Aston Villa FC    | Anglaterra    | 2015 -      |                |      |